# Vidiciatico
Vidiciatico (Vidiciâtic in dialetto bolognese) è una frazione di 471 abitanti del comune italiano di Lizzano in Belvedere, nella città metropolitana di Bologna, in Emilia-Romagna.
Si trova a circa 3,2 chilometri dal capoluogo comunale di Lizzano in Belvedere ed è una rinomata località per il turismo di montagna, sia estivo sia invernale.

## Storia

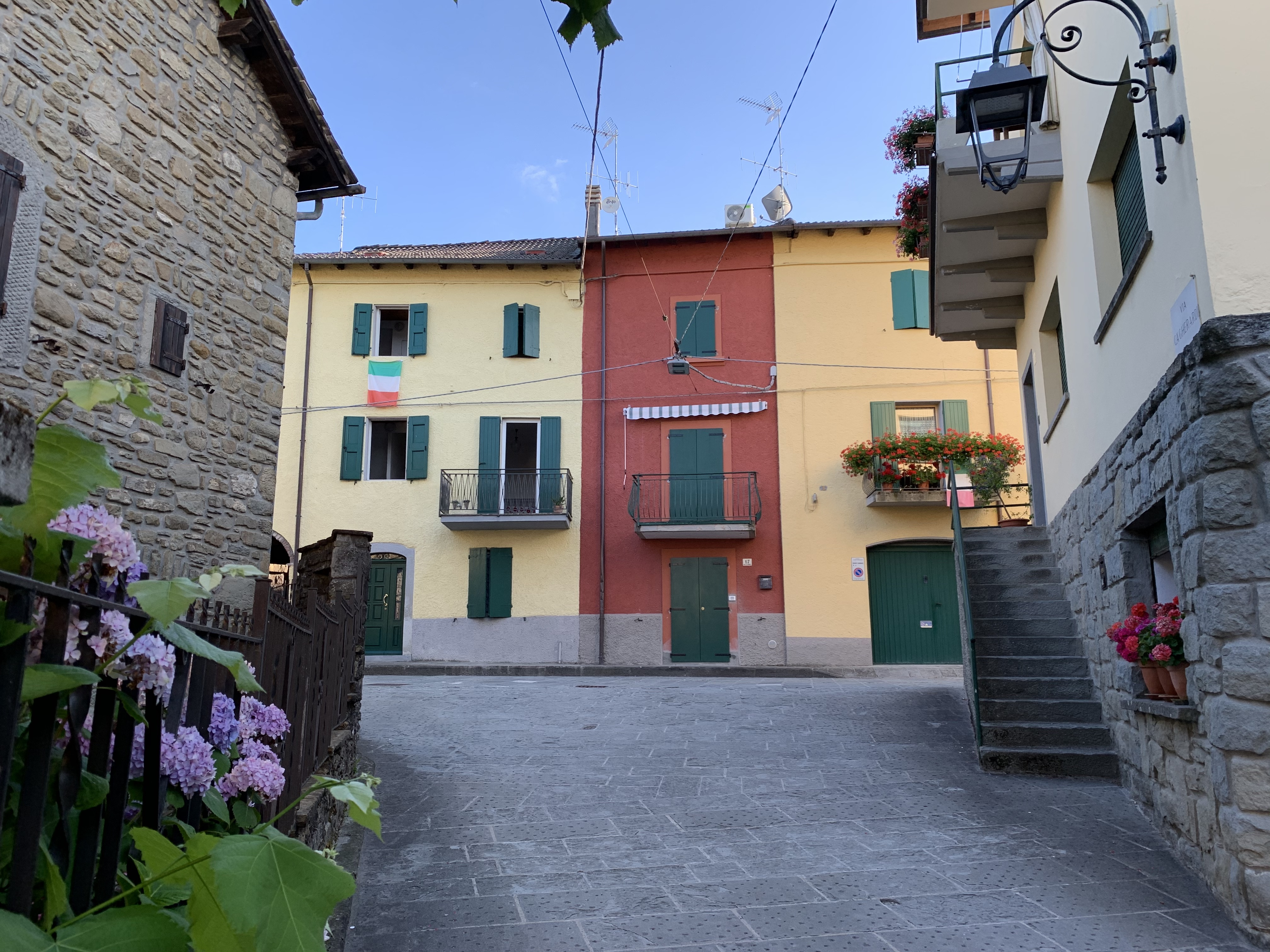
Uno scorcio di Ca' Gherardi, nel borgo di Vidiciatico, in provincia di Bologna, Emilia-Romagna.

Le origini di Vidiciatico risalgono al più tardi all'alto Medioevo. È infatti in un diploma del re Astolfo, emesso a favore dell'Abbazia di Nonantola nel 753, che si trova la prima attestazione a noi nota del paese, con il nome di Valiciatico, forse indicante un "luogo in cui è permesso tagliare i salici".
Nell'area della frazione vi erano originariamente due piccoli nuclei indipendenti, Campiaciòla e Ca' d'Gherardi, oggi rioni del paese. Entrambi i nuclei erano caratterizzati da uno spiazzo centrale, ancora presente, attorniato da case con voltoni d'accesso e un pozzo al centro. Il nome Campiaciòla stava a significare "piccolo campo piano", mentre Ca' d'Gherardi si riferisce alla "casa di quelli di Gherardo", in quanto qui aveva sede la famiglia Gherardi, attestata già dal XV secolo.
L'insediamento era munito di una torre civica databile agli anni intorno al Mille, trasformata in campanile presumibilmente nel XVI secolo.
Le attività economiche principali erano, come nel resto dell'Appennino, l'agricoltura e la pastorizia, specialmente di pecore. A queste si affiancò l'industria serica, tanto che a Vidiciatico esisteva nel XIV secolo una fiorente bottega di merceria.
Durante la seconda guerra mondiale la zona di Vidiciatico, come il resto dell'Appennino tosco-emiliano, fu teatro di sanguinosi scontri fra truppe tedesche e alleate, nonché zona d'azione di brigate partigiane. Questi ultimi liberarono il paese dall'occupazione tedesca il 16 ottobre 1944, dopo un intenso combattimento.

## Monumenti e luoghi d'interesse

### Architetture religiose
- Chiesa di San Pietro[8]
- la Cappellina
- Oratorio di San Rocco[9]

### Aree naturali

#### Parco regionale del Corno alle Scale

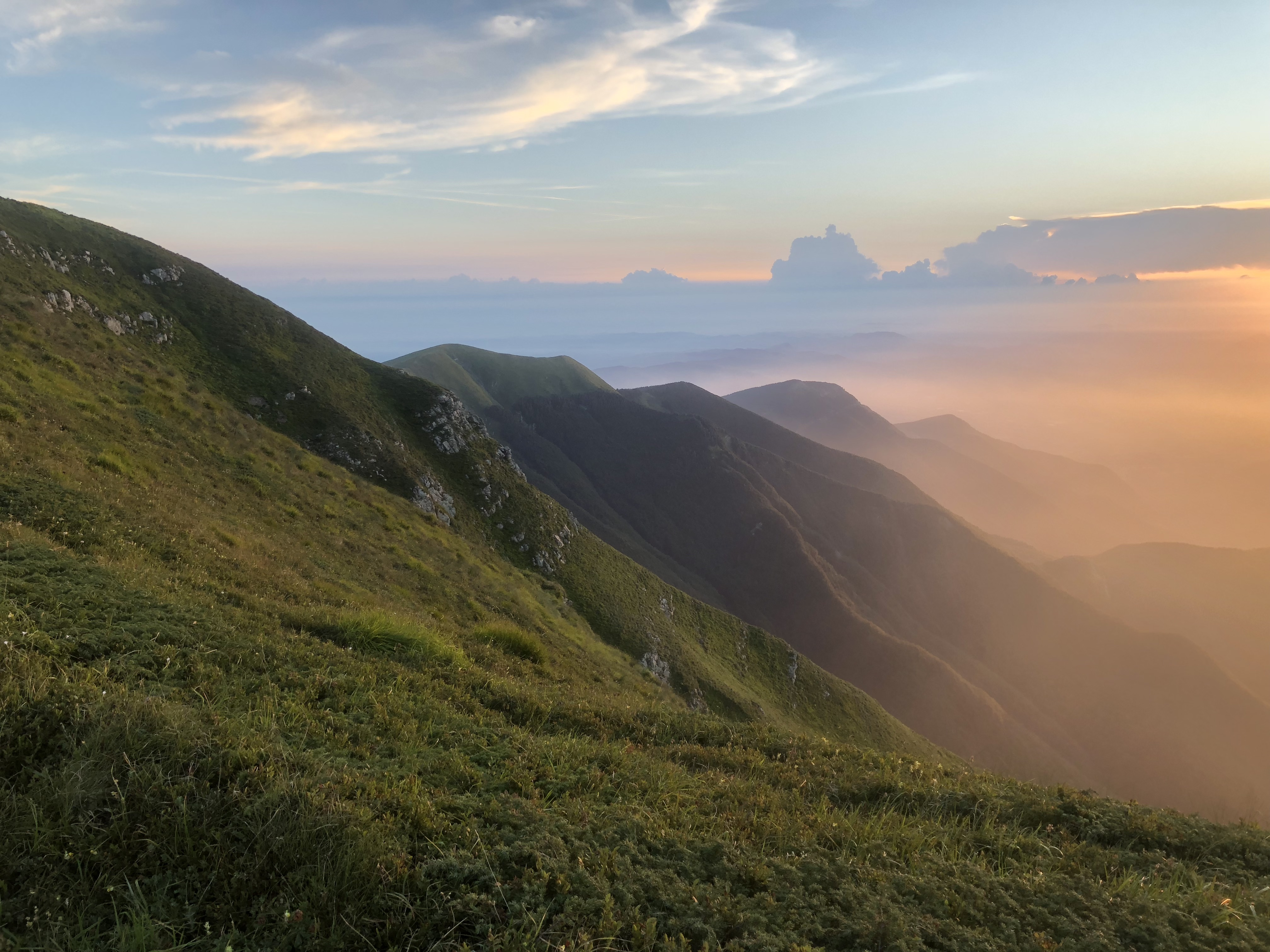
Immagine di un'alba estiva nel Parco Regionale del Corno alle Scale, in Emilia Romagna

Vidiciatico si trova lungo la strada che conduce al Parco regionale del Corno alle Scale. Istituito nel 1988, il parco è un'area naturale protetta che occupa una superficie di 4974 ha. All'interno del parco si trova il sito di interesse comunitario denominato Corno alle Scale (IT4050002), che copre una superficie leggermente inferiore (4582 ettari) rispetto all'intera area protetta. L'animale simbolo del parco è il capriolo. 

## Economia

### Turismo
Vidiciatico è una rinomata località per il turismo sia estivo sia invernale, che ospita numerose strutture ricettive nonché una piscina comunale all'aperto con acqua riscaldata e un centro sportivo con campi da tennis.

## Infrastrutture e trasporti
La principale arteria stradale di Vidiciatico è costituita dall'ex strada statale 324 del Passo delle Radici, divenuta provinciale, che ad est si dirige verso la valle del Reno, mentre a nord-ovest verso il Frignano.